# Dušan Bakić
Dušan Bakić (Podgorica, RF de Yugoslavia, 23 de febrero de 1999) es un futbolista montenegrino. Juega de delantero y su equipo es el F. C. Torpedo Moscú de la Liga Nacional de Fútbol de Rusia. Es internacional absoluto por la selección de Montenegro desde 2022.

## Selección nacional
Debutó con la selección de Montenegro el 17 de noviembre de 2022 ante Eslovaquia en un amistoso.

## Clubes
| Club                       | País        | Año       |
| -------------------------- | ----------- | --------- |
| FK Budućnost Podgorica     | Montenegro  | 2017-2019 |
| FC Energetik-BGU Minsk     | Bielorrusia | 2020      |
| FK Dinamo Minsk            | Bielorrusia | 2021-2023 |
| Legion Tallin (cedido)     | Estonia     | 2021      |
| A. C. Omonia Nicosia       | Chipre      | 2024-2025 |
| Karmiotissa F. C. (cedido) | Chipre      | 2024-2025 |
| FK Dinamo Minsk            | Bielorrusia | 2025      |
| F. C. Torpedo Moscú        | Rusia       | 2025-     |

## Palmarés

### Títulos nacionales
| Título                      | Club                   | País        | Año     |
| --------------------------- | ---------------------- | ----------- | ------- |
| Copa de Montenegro          | FK Budućnost Podgorica | Montenegro  | 2018-19 |
| Liga Premier de Bielorrusia | FK Dinamo Minsk        | Bielorrusia | 2023    |